# Oliarus bahardari
Oliarus bahardari är en insektsart som beskrevs av Van Stalle 1987. Oliarus bahardari ingår i släktet Oliarus och familjen kilstritar. Inga underarter finns listade i Catalogue of Life.